# Masse volumique de l'air
La masse volumique de l'air {\displaystyle \rho } (rho) caractérise la masse d'air qui est contenue dans un mètre cube. Elle se mesure en kilogrammes par mètre cube (kg/m3). À une altitude donnée, l'air subit une pression induite par la masse de la colonne atmosphérique située au-dessus. La masse volumique de l'air est plus importante au niveau de la mer (1,225 kg/m3 à 15 °C) et décroît avec l'altitude.

## Variation de la masse volumique avec l'altitude et la température

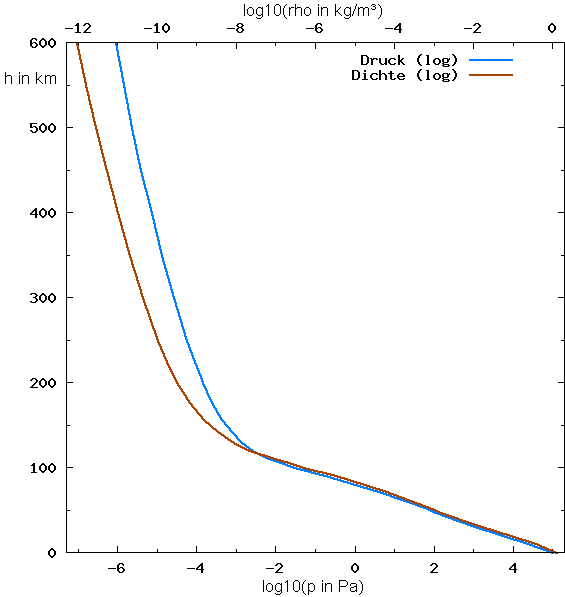
Pression et masse volumique moyennes de l'air en fonction de l'altitude

Au sol, l'air a une plus grande masse volumique, une plus grande pression et, sauf en cas d'inversion météorologique, une température plus élevée. Il devient moins dense quand l'altitude augmente.
Si la température était constante quelle que soit l'altitude, la pression et la masse volumique de l'air diminueraient de la même manière avec l'altitude, d'après la formule de nivellement barométrique :
{\displaystyle p(h_{1})=p(h_{0})e^{-{\frac {\Delta h}{h_{s}}}}} avec {\displaystyle h_{s}={\frac {RT}{Mg}}}.
La température varie toutefois de manière importante suivant l'altitude : voir les différentes formules de nivellement barométrique.
La diminution théorique de la pression et de la masse volumique de l'air, qui devraient diminuer de moitié tous les cinq mille mètres, n'est pas tout à fait exacte, mais constitue une bonne approximation.
- 90 % de l'atmosphère est située en dessous de 20 km d'altitude.
- 75 % de l'atmosphère est située en dessous de 10 km d'altitude.
- 50 % de l'atmosphère est située en dessous de 5 km d'altitude.

## Masse volumique de l'air sec
D'après la loi des gaz parfaits, la masse volumique de l'air s'écrit :
{\displaystyle \rho ={\frac {PM}{RT}}}     (kg/m3)
avec :
- P, la pression de l'air (Pa) ;
- M, la masse molaire de l'air (kg/mol) ;
- R, la constante universelle des gaz parfaits (8,3144621 J·K-1·mol-1) ;
- T, la température (K).

En choisissant pour pression celle de l'atmosphère standard internationale (ISA) au niveau de la mer : P0 = 101 325 Pa = 1 013,25 mbar = 1 013,25 hPa :
- pour T0 = 273,15 K (0 °C) : ρ0 = 1,292 kg/m3 ;
- pour T15 = 288,15 K (15 °C), température de l'atmosphère ISA : ρ15 = 1,225 kg/m3 ;
- pour T20 = 293,15 K (20 °C) : ρ20 = 1,204 kg/m3 ;
- pour T25 = 298,15 K (25 °C) : ρ25 = 1,184 kg/m3.

Ceci est généralisé en : {\displaystyle \rho =1,292\cdot {\frac {273,15}{T}}\quad } avec T en K.

## Masse volumique de l'air humide
Une valeur plus précise de la masse volumique de l'air peut être obtenue en tenant compte de l'humidité de l'air, car cette dernière modifie la constante spécifique de l'air {\displaystyle R_{\text{h}}}. La masse volumique de l'air humide s'écrit : {\displaystyle \rho ={\frac {p}{R_{\text{h}}T}}}.
La constante spécifique de l'air humide s'écrit : {\displaystyle R_{\text{h}}={\frac {R_{\text{s}}}{1-(\varphi \cdot p_{\text{sat}}/p)\cdot (1-R_{\text{s}}/R_{\text{v}})}}}
avec :
- {\displaystyle R_{\text{s}}=} 287,06 J kg−1 K−1 est la constante spécifique de l'air sec ;
- {\displaystyle R_{\text{v}}} = 461 J kg−1 K−1 est la constante spécifique de la vapeur d'eau ;
- {\displaystyle \varphi } est l'humidité relative (0,76 correspond à 76 %) ;
- et {\displaystyle p} est la pression de l'air.

{\displaystyle p_{\text{sat}}} est la pression de vapeur saturante de l'eau dans l'air, et se détermine par exemple avec la formule de Magnus[réf. nécessaire] :
{\displaystyle p_{\text{sat}}=611{,}213\cdot \exp \left({\frac {17{,}5043\cdot \vartheta }{241{,}2\;^{\circ }\mathrm {C} +\vartheta }}\right)}
où {\displaystyle \vartheta } est la température en degrés Celsius. Cette formule est valable pour {\displaystyle \vartheta } entre −30 °C et +70 °C et donne la pression en pascals.
On peut également utiliser la formule[réf. nécessaire] :
{\displaystyle p_{\text{sat}}=611{,}657\cdot \exp \left(17{,}2799-\left({\frac {4\;102{,}99}{(\vartheta +273{,}15)-35{,}719}}\right)\right)}
D'où, finalement :
| {\displaystyle \rho (\varphi ,\vartheta ,p)={\frac {1}{R_{\text{s}}\cdot (\vartheta +273{,}15)}}\left(p-230{,}617\cdot \varphi \cdot \exp \left[{\frac {17{,}5043\cdot \vartheta }{241{,}2\,^{+}\vartheta }}\right]\right)} |

avec :
- {\displaystyle \varphi }, l'humidité relative ;
- {\displaystyle \vartheta }, la température en °C ;
- {\displaystyle p}, la pression en Pa.

Des données plus précises peuvent être trouvées dans les tables thermodynamiques.
Pour minimiser les erreurs de mesure, il est recommandé d'utiliser un psychromètre à aspiration pour déterminer l'humidité de l'air, et un baromètre à mercure pour déterminer la pression ambiante (la mesure donnée par le baromètre doit être corrigée des écarts dus à la capillarité, à la hauteur du ménisque convexe, à la densité du mercure (qui dépend de la température) et à l'accélération de la pesanteur locale).

## Table
| {\displaystyle \vartheta } en °C | ρ en kg/m3 |  | {\displaystyle \vartheta } en °C | ρ en kg/m3 |
| -------------------------------- | ---------- |  | -------------------------------- | ---------- |
| −10                              | 1,341      |  | +40                              | 1,127      |
| −5                               | 1,316      |  | +45                              | 1,110      |
| 0                                | 1,292      |  | +50                              | 1,092      |
| +5                               | 1,269      |  | +55                              | 1,076      |
| +10                              | 1,247      |  | +60                              | 1,060      |
| +15                              | 1,225      |  | +65                              | 1,044      |
| +20                              | 1,204      |  | +70                              | 1,029      |
| +25                              | 1,184      |  | +75                              | 1,014      |
| +30                              | 1,164      |  | +80                              | 1,000      |
| +35                              | 1,146      |  | +85                              | 0,986      |